# Grodzicki
Grodzicki (forma żeńska: Grodzicka, liczba mnoga: Grodziccy) – polskie nazwisko.

## Znani przedstawiciele
- Krzysztof Grodzicki – generał artylerii koronnej, kasztelan kamieniecki, starosta drohobycki, brat Pawła.
- Krzysztof Grodzicki –  oficer Wojska Polskiego II Rzeczypospolitej, Armii Andersa, Polskich Sił Zbrojnych na Zachodzie i Armii Krajowej, major kawalerii, cichociemny.
- Paweł Grodzicki – inżynier wojskowy, teoretyk artylerii, generał artylerii koronnej.
- Piotr Grodzicki – kasztelan zakroczymski, poseł sejmowy.
- Rafał Grodzicki – piłkarz występujący na pozycji obrońcy.
- Stefan Grodzicki – snycerz.